# 1206
Високе Середньовіччя •  Золота доба ісламу •  Реконкіста •  Хрестові походи •  Київська Русь

## Геополітична ситуація
Візантійська імперія розпалася на кілька держав. У Німеччині триває боротьба за владу між Філіпом Швабським та Оттоном IV. Філіп II Август править у Франції (до 1223).
Апеннінський півострів розділений: північ належить Священній Римській імперії, середню частину займає Папська область, більша частина півдня належить Сицилійському королівству. Деякі міста півночі: Венеція, Піза, Генуя тощо, мають статус міст-республік, частина з яких об'єднана Ломбардською лігою.
Південь Піренейського півострова в руках у маврів. Північну частину півострова займають християнські Кастилія, Леон (Астурія, Галісія), Наварра, Арагонське королівство (Арагон, Барселона) та Португалія. Іоанн Безземельний є королем Англії (до 1216), а королем Данії — Вальдемар II (до 1241).
У Києві почав княжити Всеволод Чермний (до 1207), у Галичі — Володимир Ігорович, Всеволод Велике Гніздо — у Володимирі-на-Клязмі (до 1212). Новгородська республіка та Володимиро-Суздальське князівство фактично відокремилися від Русі. У Польщі період роздробленості. На чолі королівства Угорщина стоїть Андраш II (до 1235).
В Єгипті, Сирії та Палестині править династія Аюбідів, невеликі території на Близькому Сході утримують хрестоносці. У Магрибі панують Альмохади. Сельджуки окупували Малу Азію. Хорезм став наймогутнішою державою Середньої Азії, а Делійський султанат — Північної Індії. Чингісхан очолив Монгольську імперію. У Китаї співіснують держава ханців, де править династія Сун, держава чжурчженів, де править династія Цзінь, та держава тангутів Західна Ся. На півдні Індії домінує Чола. В Японії триває період Камакура.

## Події
.

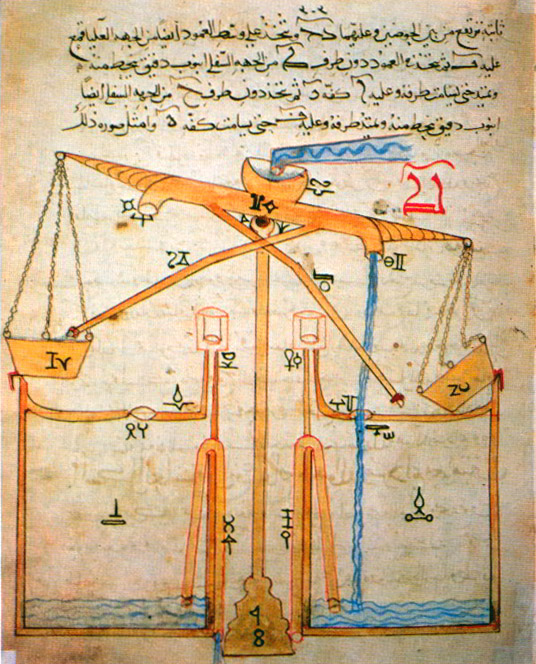
Діаграма механізму для підйому води із книги Аль-Джазарі

- Всеволод Чермний з Чернігова відібрав київський престол у Рюрика Ростиславича.
- У Галичі на запрошення бояр став княжити Володимир Ігорович, раніше князь новгород-сіверський.
- Всеволод Велике Гніздо відіслав свого сина Костянтина княжити в Новгороді.
- Венеційці заснували колонію на території сучасного міста Судак у Криму.
- Болгари та половці завдали нової поразки хрестоносцям із Латинської імперії і підступили до стін Константинополя.
- Війська одного з претендентів на німецький трон Філіпа Швабського завдали поразки силам його супротивника Оттона IV під Вассенбергом, змусивши Оттона втекти в Англію.
- Французький король Філіп II Август захопив графство Нант. Під контролем англійського короля Іоанна Безземельного в Франції залишилися тільки Аквітанія та Пуату.
- Альмохади захопили Туніс, вигнавши звідти Альморавідів.
- Гуридський султан Мухаммад Горі загинув неподалік від Лахора від руки вбивці. Як наслідок його полководець із колишніх рабів Кутб ад-Дін Айбек заснував на півночі Індії Делійський султанат і започаткував рабську династію в ньому.
- Хорезм захопив Гуридські Герат та Гор.
- Темуджина проголошено верховним правителем Монголії — Чингісханом. Він затвердив основний закон монголів Велику Ясу.
- Чжурчжені династії Цзінь взяли в облогу місто Сян'ян на землях династії Сун.
- Аль-Джазарі написав книгу, в якій описав 100 різних механічних пристроїв.